# جاكي هوفمان
جاكي هوفمان (بالإنجليزية: Jackie Hoffman)‏ هي مغنية وممثلة أمريكية، ولدت في 29 نوفمبر 1960 بنيويورك في الولايات المتحدة. من الجوائز التي نالتها جائزة المسرح العالمي سنة 2003.

## أعمال

### أفلام
- (2014) الرجل الطائر[6][7]

## جوائز
- جائزة المسرح العالمي (2003)

## وصلات خارجية
- جاكي هوفمان على موقع IMDb (الإنجليزية)
- جاكي هوفمان على موقع ميوزك برينز (الإنجليزية)
- جاكي هوفمان على موقع قاعدة بيانات برودواي على الإنترنت (الإنجليزية)
- جاكي هوفمان على موقع ديسكوغز (الإنجليزية)
- جاكي هوفمان على موقع قاعدة بيانات الفيلم (الإنجليزية)